# Let's Dance 2018
Let's Dance 2018 var den trettonde säsongen av TV-programmet Let's Dance, som hade premiär i TV4 den 23 mars 2018. Programledare var Tilde de Paula Eby och David Hellenius.

## Tävlande
- Britt Ekland och Aaron Brown
- Claes Malmberg och Malin Watson
- Daniel Norberg och Maria Zimmerman
- Gunde Svan och Jeanette Carlsson
- Gustaf Hammarsten och Jasmine Takács
- Jon Henrik Fjällgren och Katja Luján Engelholm
- Margaux Dietz och Alexander Svanberg
- Martina Haag och Tobias Bader
- Nikki Amini och Tobias Karlsson
- Therese Alshammar och Calle Sterner
- Viktor Frisk och Linn Hegdal

## Program

### Program 1
Sändes på TV4 den 23 mars 2018. Deltagarna nedan står angivna efter startordningen.
1. Viktor Frisk och Linn Hegdal - Quickstep (Want To Want Me)
2. Martina Haag och Tobias Bader - Cha-cha (When Love Takes Over)
3. Nikki Amini och Tobias Karlsson - American Smooth (Livin' On A Prayer)
4. Gustaf Hammarsten och Jasmine Takacs - Samba (Så mycket bättre)
5. Daniel Norberg och Maria Zimmerman - Cha-cha (Det kommer aldrig va över för mig)
6. Therese Alshammar och Calle Sterner - Quickstep (Valerie)
7. Jon Henrik Fjällgren och Katja Luján Engelholm - American Smooth (Jag trodde änglarna fanns)
8. Claes Malmberg och Malin Watson - Samba (Dansa samba med mig)
9. Margaux Dietz och Alexander Svanberg - Samba (Symphony)
10. Britt Ekland och Aaron Brown - American Smooth (The Way You Look Tonight)
11. Gunde Svan och Jeanette Carlsson - Cha-cha (I'm Gonna Be - 500 Miles)

#### Juryns poäng[2]
| Nr | Tävlingspar                                    | Cecilia Lazar | Ann Wilson | Tony Irving | Poängsumma |
| -- | ---------------------------------------------- | ------------- | ---------- | ----------- | ---------- |
| 1  | Viktor Frisk och Linn Hegdal                   | 2             | 4          | 2           | 8          |
| 2  | Martina Haag och Tobias Bader                  | 3             | 3          | 3           | 9          |
| 3  | Nikki Amini och Tobias Karlsson                | 4             | 5          | 6           | 15         |
| 4  | Gustaf Hammarsten och Jasmine Takacs           | 5             | 6          | 7           | 18         |
| 5  | Daniel Norberg och Maria Zimmerman             | 6             | 5          | 2           | 13         |
| 6  | Therese Alshammar och Calle Sterner            | 4             | 4          | 5           | 13         |
| 7  | Jon Henrik Fjällgren och Katja Luján Engelholm | 7             | 5          | 3           | 15         |
| 8  | Claes Malmberg och Malin Watson                | 3             | 3          | 2           | 8          |
| 9  | Margaux Dietz och Alexander Svanberg           | 4             | 3          | 2           | 9          |
| 10 | Britt Ekland och Aaron Brown                   | 3             | 3          | 4           | 10         |
| 11 | Gunde Svan och Jeanette Carlsson               | 4             | 5          | 3           | 12         |

#### Utröstningen
I de första programmet röstas ingen ut men nedan visas dock ändå de par som erhöll minst antal poäng sammanlagt från både tittare och jury 
| Lägst antal poäng             |
| Martina Haag och Tobias Bader |

### Program 2
Sänds på TV4 den 30 mars 2018. Deltagarna nedan står angivna efter startordningen. 
1. Daniel Norberg och Maria Zimmerman - Quickstep (Konfirmationspresenten)
2. Britt Ekland och Aaron Brown - Samba (Goldeneye)
3. Claes Malmberg och Malin Watson -Tango (Piluttavisan)
4. Viktor Frisk och Linn Hegdal - Cha-cha (Shuffla)
5. Martina Haag och Tobias Bader - Quickstep (Moviestar)
6. Margaux Dietz och Alexander Svanberg - Tango (Sweet Child O' Mine)
7. Therese Alshammar och Calle Sterner - Cha-cha (Vågorna)
8. Gustaf Hammarsten och Jasmine Takacs - Tango (In The Navy)
9. Gunde Svan och Jeanette Carlsson - Quickstep (Fighter)
10. Nikki Amini och Tobias Karlsson - Samba (Diamonds)
11. Jon Henrik Fjällgren och Katja Luján Engelholm - Samba (Jag är fri)

#### Juryns poäng[5]
| Nr | Tävlingspar                                    | Cecilia Lazar | Ann Wilson | Tony Irving | Poängsumma 2+1 |
| -- | ---------------------------------------------- | ------------- | ---------- | ----------- | -------------- |
| 1  | Daniel Norberg och Maria Zimmerman             | 4             | 5          | 3           | 25 (12 + 13)   |
| 2  | Britt Ekland och Aaron Brown                   | 2             | 3          | 2           | 17 (10 + 7)    |
| 3  | Claes Malmberg och Malin Watson                | 4             | 5          | 6           | 23 (8 + 15)    |
| 4  | Viktor Frisk och Linn Hegdal                   | 3             | 4          | 2           | 17 (8 + 9)     |
| 5  | Martina Haag och Tobias Bader                  | 4             | 4          | 4           | 21 (9 + 12)    |
| 6  | Margaux Dietz och Alexander Svanberg           | 6             | 6          | 7           | 28 (9 + 19)    |
| 7  | Therese Alshammar och Calle Sterner            | 6             | 5          | 6           | 30 (13 + 17)   |
| 8  | Gustaf Hammarsten och Jasmine Takacs           | 6             | 5          | 6           | 35 (18 + 17)   |
| 9  | Gunde Svan och Jeanette Carlsson               | 4             | 6          | 7           | 29 (12 + 17)   |
| 10 | Nikki Amini och Tobias Karlsson                | 5             | 5          | 3           | 28 (15 + 13)   |
| 11 | Jon Henrik Fjällgren och Katja Luján Engelholm | 7             | 7          | 8           | 37 (15 + 22)   |

#### Utröstning
Listar de två par som erhöll minst tittar- och juryröster under de två första programmen.

Den av dessa två som är markerad med mörkgrå färg är den som tvingats lämna tävlingen (den till vänster). 
| Lägst antal poäng            |                               |
| Britt Ekland och Aaron Brown | Martina Haag och Tobias Bader |

### Program 3
Sändes på TV4 den 6 april 2018. Deltagarna nedan står angivna efter startordningen. 
1. Martina Haag och Tobias Bader - Samba (Don't Let Me Be Misunderstood)
2. Nikki Amini och Tobias Karlsson - Quickstep (Hollaback Girl)
3. Gustaf Hammarsten och Jasmine Takacs - Cha-cha (S.O.S)
4. Margaux Dietz och Alexander Svanberg - Cha-cha (Shut Up And Dance With Me)
5. Gunde Svan och Jeanette Carlsson - Samba (The River Of Dreams)
6. Viktor Frisk och Linn Hegdal - Tango (Don't Stop The Music)
7. Claes Malmberg och Malin Watson - Cha-cha (I'm Outta Love)
8. Jon Henrik Fjällgren och Katja Luján Engelholm - Quickstep (Ja må du leva)
9. Therese Alshammar och Calle Sterner - Tango (Under Pressure)
10. Daniel Norberg och Maria Zimmerman - Samba (Brave)

#### Juryns poäng[8]
| Nr | Tävlingspar                                    | Cecilia Lazar | Ann Wilson | Tony Irving | Poängsumma |
| -- | ---------------------------------------------- | ------------- | ---------- | ----------- | ---------- |
| 1  | Martina Haag och Tobias Bader                  | 4             | 3          | 2           | 9          |
| 2  | Nikki Amini och Tobias Karlsson                | 5             | 5          | 6           | 16         |
| 3  | Gustaf Hammarsten och Jasmine Takacs           | 6             | 4          | 4           | 14         |
| 4  | Margaux Dietz och Alexander Svanberg           | 7             | 6          | 8           | 21         |
| 5  | Gunde Svan och Jeanette Carlsson               | 6             | 7          | 6           | 19         |
| 6  | Viktor Frisk och Linn Hegdal                   | 4             | 5          | 5           | 14         |
| 7  | Claes Malmberg och Malin Watson                | 4             | 4          | 5           | 13         |
| 8  | Jon Henrik Fjällgren och Katja Luján Engelholm | 7             | 8          | 7           | 22         |
| 9  | Therese Alshammar och Calle Sterner            | 5             | 7          | 7           | 19         |
| 10 | Daniel Norberg och Maria Zimmerman             | 6             | 5          | 4           | 15         |

#### Utröstningen
Listar de två par som erhöll minst tittar- och juryröster under programmet.

Den av dessa två som är markerad med mörkgrå färg är den som tvingats lämna tävlingen (den till vänster)".
| Lägst antal poäng               |                              |
| Nikki Amini och Tobias Karlsson | Viktor Frisk och Linn Hegdal |

### Program 4
Sändes på TV4 den 13 april 2018. Deltagarna nedan står angivna efter startordningen. 
1. Margaux Dietz och Alexander Svanberg - Bachata (Be My Baby)
2. Viktor Frisk och Linn Hegdal - Salsa (I Can't Go On)
3. Claes Malmberg och Malin Watson - Argentinsk tango (Libertango)
4. Martina Haag och Tobias Bader - Salsa (Helt seriöst)
5. Gustaf Hammarsten och Jasmine Takacs - Bachata (Will You Still Love Me Tomorrow)
6. Daniel Norberg och Maria Zimmerman - Bachata (Tycker om när du tar på mig)
7. Therese Alshammar och Calle Sterner - Argentinsk tango (There's Nothing Holding Me Back)
8. Gunde Svan och Jeanette Carlsson - Flamenco (Ängeln i rummet)
9. Jon Henrik Fjällgren och Katja Luján Engelholm - Salsa (24K Magic)

#### Juryns poäng[11]
| Nr | Tävlingspar                                    | Cecilia Lazar | Ann Wilson | Tony Irving | Poängsumma |
| -- | ---------------------------------------------- | ------------- | ---------- | ----------- | ---------- |
| 1  | Margaux Dietz och Alexander Svanberg           | 6             | 6          | 8           | 20         |
| 2  | Viktor Frisk och Linn Hegdal                   | 4             | 5          | 5           | 14         |
| 3  | Claes Malmberg och Malin Watson                | 6             | 6          | 6           | 18         |
| 4  | Martina Haag och Tobias Bader                  | 6             | 4          | 4           | 14         |
| 5  | Gustaf Hammarsten och Jasmine Takacs           | 8             | 8          | 7           | 23         |
| 6  | Daniel Norberg och Maria Zimmerman             | 7             | 8          | 8           | 23         |
| 7  | Therese Alshammar och Calle Sterner            | 7             | 8          | 9           | 24         |
| 8  | Gunde Svan och Jeanette Carlsson               | 6             | 5          | 7           | 18         |
| 9  | Jon Henrik Fjällgren och Katja Luján Engelholm | 10            | 9          | 9           | 28         |

#### Utröstningen
Listar de två par som erhöll minst tittar- och juryröster under programmet.

Den av dessa två som är markerad med mörkgrå färg är den som tvingats lämna tävlingen (den till vänster) 
| Lägst antal poäng               |                                     |
| Claes Malmberg och Malin Watson | Therese Alshammar och Calle Sterner |

### Program 5
Sändespå TV4 den 20 april 2018. Deltagarna nedan står angivna efter startordningen. 
1. Viktor Frisk och Linn Hegdal - Vals (Your Song)
2. Martina Haag och Tobias Bader - Slowfox (Girls Just Wanna Have Fun)
3. Therese Alshammar och Calle Sterner - Vals (If i Ain't Got You)
4. Gustaf Hammarsten och Jasmine Takacs - American smooth (I Don't Wanna Miss A Thing)
5. Gunde Svan och Jeanette Carlsson - Slowfox (Always On My Mind)
6. Daniel Norberg och Maria Zimmerman - Slowfox (Everything)
7. Jon Henrik Fjällgren och Katja Luján Engelholm - Rumba (Jag vill ha en egen måne)
8. Margaux Dietz och Alexander Svanberg - American smooth (Ta mig tillbaka)

#### Juryns poäng[11]
| Nr | Tävlingspar                                    | Cecilia Lazar | Ann Wilson | Tony Irving | Poängsumma |
| -- | ---------------------------------------------- | ------------- | ---------- | ----------- | ---------- |
| 1  | Viktor Frisk och Linn Hegdal                   | 7             | 7          | 6           | 20         |
| 2  | Martina Haag och Tobias Bader                  | 3             | 4          | 3           | 10         |
| 3  | Therese Alshammar och Calle Sterner            | 8             | 8          | 8           | 24         |
| 4  | Gustaf Hammarsten och Jasmine Takacs           | 6             | 6          | 6           | 18         |
| 5  | Gunde Svan och Jeanette Carlsson               | 7             | 7          | 7           | 20         |
| 6  | Daniel Norberg och Maria Zimmerman             | 6             | 7          | 7           | 20         |
| 7  | Jon Henrik Fjällgren och Katja Luján Engelholm | 7             | 7          | 8           | 22         |
| 8  | Margaux Dietz och Alexander Svanberg           | 8             | 9          | 8           | 25         |

#### Utröstningen
Listar de två par som erhöll minst tittar- och juryröster under programmet.

Den av dessa två som är markerad med mörkgrå färg är den som tvingats lämna tävlingen (den till vänster)". 
| Lägst antal poäng                    |                               |
| Gustaf Hammarsten och Jasmine Takacs | Martina Haag och Tobias Bader |

### Program 6
Sändes på TV4 den 27 april 2018. Temat för kvällen var Swing it. Paren dansade även en Swingaton där juryn delade ut poängen 2-14. Ann Wilson ersattes under kvällen av den tidigare jurymedlemmen Dermot Clemenger på grund av sjukdom.  Deltagarna nedan står angivna efter startordningen. 
1. Daniel Norberg och Maria Zimmerman - Lindyhop (Sing Sing Sing)
2. Therese Alshammar och Calle Sterner -  East Coast Swing (It's My Party)
3. Gunde Svan och Jeanette Carlsson - Bugg (Två mörka ögon)
4. Martina Haag och Tobias Bader - Jitterbug (Jump Jive An' Wail)
5. Jon Henrik Fjällgren och Katja Luján Engelholm - Charleston (Sweet Gorgia Brown)
6. Margaux Dietz och Alexander Svanberg - West Coast Swing (The Boys Are Back In Town)
7. Viktor Frisk och Linn Hegdal - Boogie Woogie (Tough Lover)

#### Juryns poäng[17]
| Nr | Tävlingspar                                    | Cecilia Lazar | Dermot Clemenger | Tony Irving | Swingaton-poäng | Poängsumma |
| -- | ---------------------------------------------- | ------------- | ---------------- | ----------- | --------------- | ---------- |
| 1  | Daniel Norberg och Maria Zimmerman             | 10            | 9                | 10          | 12              | 41         |
| 2  | Therese Alshammar och Calle Sterner            | 8             | 7                | 8           | 8               | 31         |
| 3  | Gunde Svan och Jeanette Carlsson               | 6             | 6                | 4           | 4               | 20         |
| 4  | Martina Haag och Tobias Bader                  | 5             | 5                | 6           | 2               | 18         |
| 5  | Jon Henrik Fjällgren och Katja Luján Engelholm | 10            | 10               | 8           | 10              | 38         |
| 6  | Margaux Dietz och Alexander Svanberg           | 5             | 6                | 5           | 14              | 30         |
| 7  | Viktor Frisk och Linn Hegdal                   | 4             | 4                | 5           | 6               | 19         |

#### Utröstningen
Listar de två par som erhöll minst tittar- och juryröster under programmet.

Den av dessa två som är markerad med mörkgrå färg är den som tvingats lämna tävlingen (den till vänster)". 
| Lägst antal poäng             |                              |
| Martina Haag och Tobias Bader | Viktor Frisk och Linn Hegdal |

### Program 7
Sändes på TV4 den 4 maj 2018. Deltagarna dansade två danser var, den första på temat Musikal och den andra dansen var ett Broadway-Battle där juryn delade ut poängen 2-12. Karl Dyall gästade även juryn.  Deltagarna nedan står angivna efter startordningen. 
1. Therese Alshammar och Calle Sterner - Samba (How Far I'll Go)
2. Viktor Frisk och Linn Hegdal - Samba (Love Is An Open Door)
3. Margaux Dietz och Alexander Svanberg - Quickstep (Another Day Of Sun)
4. Daniel Norberg och Maria Zimmerman - Vals (Hopelessly Devoted To You)
5. Jon Henrik Fjällgren - Tango (Phantom Of The Opera)
6. Gunde Svan och Jeanette Carlsson - Vals (Edelweiss)

#### Juryns poäng[21]
| Nr | Tävlingspar                                    | Karl Dyall | Cecilia Lazar | Ann Wilson | Tony Irving | Broadway-Battle | Poängsumma |
| -- | ---------------------------------------------- | ---------- | ------------- | ---------- | ----------- | --------------- | ---------- |
| 1  | Therese Alshammar och Calle Sterner            | 6          | 5             | 6          | 8           | 4               | 29         |
| 2  | Viktor Frisk och Linn Hegdal                   | 6          | 6             | 7          | 4           | 8               | 31         |
| 3  | Margaux Dietz och Alexander Svanberg           | 8          | 9             | 9          | 9           | 10              | 45         |
| 4  | Daniel Norberg och Maria Zimmerman             | 7          | 5             | 8          | 10          | 12              | 42         |
| 5  | Jon Henrik Fjällgren och Katja Luján Engelholm | 6          | 9             | 7          | 9           | 2               | 33         |
| 6  | Gunde Svan och Jeanette Carlsson               | 8          | 8             | 8          | 8           | 6               | 38         |

#### Utröstningen
Listar de två par som erhöll minst tittar- och juryröster under programmet.

Den av dessa två som är markerad med mörkgrå färg är den som tvingats lämna tävlingen (den till vänster)". 
| Lägst antal poäng                   |                              |
| Therese Alshammar och Calle Sterner | Viktor Frisk och Linn Hegdal |

### Program 8
Sändes på TV4 den 11 maj 2018. Deltagarna dansade två danser var, den första på temat min idol och den andra dansen var ett Disco-Fever där juryn delade ut poängen 4-12.  Deltagarna nedan står angivna efter startordningen. 
1. Jon Henrik Fjällgren och Katja Luján Engelholm - Cha-cha (Äter upp dig)
2. Gunde Svan och Jeanette Carlsson - Tango (La Voix)
3. Viktor Frisk och Linn Hegdal - Slowfox (Fick feeling)
4. Margaux Dietz och Alexander Svanberg - Rumba (Dina färger var blå)
5. Daniel Norberg och Maria Zimmerman - Tango (Anthem)

#### Juryns poäng[24]
| Nr | Tävlingspar                                    | Cecilia Lazar | Ann Wilson | Tony Irving | Disco Fever | Poängsumma |
| -- | ---------------------------------------------- | ------------- | ---------- | ----------- | ----------- | ---------- |
| 1  | Jon Henrik Fjällgren och Katja Luján Engelholm | 6             | 8          | 7           | 4           | 25         |
| 2  | Gunde Svan och Jeanette Carlsson               | 10            | 10         | 10          | 6           | 36         |
| 3  | Viktor Frisk och Linn Hegdal                   | 5             | 7          | 4           | 10          | 26         |
| 4  | Margaux Dietz och Alexander Svanberg           | 9             | 9          | 10          | 8           | 36         |
| 5  | Daniel Norberg och Maria Zimmerman             | 8             | 8          | 10          | 12          | 38         |

#### Utröstningen
Listar de två par som erhöll minst tittar- och juryröster under programmet.

Den av dessa två som är markerad med mörkgrå färg är den som tvingats lämna tävlingen (den till vänster)". 
| Lägst antal poäng            |                                      |
| Viktor Frisk och Linn Hegdal | Margaux Dietz och Alexander Svanberg |

### Program 9
Sändes på TV4 den 18 maj 2018. Reglerna ändrades i kvartsfinalen och redan efter första dansen, som juryn valt åt deltagarna som en revansch-dans, gick två danspar direkt till semifinalen. Därefter nollställdes poängen och de två deltagare som var kvar dansade en andra dans som de själva valt.    Deltagarna nedan står angivna efter startordningen. 
Dans 1: Revansch-dans
1. Daniel Norberg och Maria Zimmerman - Quickstep (Konfirmationspresenten)
2. Margaux Dietz och Alexandee Svanberg - Samba (Symphony)
3. Jon Henrik Fjällgren och Katja Luján Engelholm - American smooth (Jag trodde änglarna fanns)
4. Gunde Svan och Jeanette Carlsson - Slowfox (Always On My Mind)

Dans 2: Eget val
1. Margaux Dietz och Alexander Svanberg - Tango (Break Free)
2. Gunde Svan och Jeanette Carlsson - Samba (Härligt, härligt men farligt, farligt)

#### Juryns poäng - Dans 1[28]
| Nr | Tävlingspar                                    | Cecilia Lazar | Ann Wilson | Tony Irving | Poängsumma |
| -- | ---------------------------------------------- | ------------- | ---------- | ----------- | ---------- |
| 1  | Daniel Norberg och Maria Zimmerman             | 10            | 10         | 10          | 30         |
| 2  | Margaux Dietz och Alexander Svanberg           | 9             | 9          | 9           | 27         |
| 3  | Jon Henrik Fjällgren och Katja Luján Engelholm | 9             | 9          | 8           | 26         |
| 4  | Gunde Svan och Jeanette Carlsson               | 7             | 9          | 9           | 25         |

#### Juryns poäng - Dans 2[28]
| Nr | Tävlingspar                          | Cecilia Lazar | Ann Wilson | Tony Irving | Poängsumma |
| -- | ------------------------------------ | ------------- | ---------- | ----------- | ---------- |
| 1  | Margaux Dietz och Alexander Svanberg | 10            | 10         | 10          | 30         |
| 2  | Gunde Svan och Jeanette Carlsson     | 9             | 9          | 8           | 26         |

#### Utröstningen
Listar de två par som erhöll minst tittar- och juryröster under programmet.

Den av dessa två som är markerad med mörkgrå färg är den som tvingats lämna tävlingen (den till vänster)". 
| Lägst antal poäng                    |                                  |
| Margaux Dietz och Alexander Svanberg | Gunde Svan och Jeanette Carlsson |

### Program 10
Sändes på TV4 den 25 maj 2018. Deltagarna dansade två danser var. Den första var en Fusion och den andra dansen var en Fri tolkning. Deltagarna nedan står angivna efter startordningen. 
Dans 1: Fusion
1. Jon Henrik Fjällgren och Katja Luján Engelholm - Fusion (Veronica Maggio-medley)
2. Gunde Svan och Jeanette Carlsson - Fusion (Abba-medley)
3. Daniel Norberg och Maria Zimmerman - Fusion (Justin Timberlake-medley)

Dans 2: Fri tolkning
1. Jon Henrik Fjällgren - Fri tolkning (Addicted To You)
2. Gunde Svan och Jeanette Carlsson - Fri tolkning (En del av mitt hjärta)
3. Daniel Norberg och Maria Zimmerman - Fri tolkning (En sån karl)

#### Juryns poäng[31]
| Nr | Tävlingspar                                    | Cecilia Lazar | Ann Wilson | Tony Irving | Poängsumma |
| -- | ---------------------------------------------- | ------------- | ---------- | ----------- | ---------- |
| 1  | Jon Henrik Fjällgren och Katja Luján Engelholm | 9+10          | 8+10       | 9+10        | 56         |
| 2  | Gunde Svan och Jeanette Carlsson               | 9+8           | 9+8        | 9+7         | 50         |
| 3  | Daniel Norberg och Maria Zimmerman             | 9+10          | 10+9       | 10+10       | 58         |

#### Utröstningen
Listar det par som erhöll minst tittar- och juryröster under programmet. 
| Lägst antal poäng                |
| Gunde Svan och Jeanette Carlsson |

### Program 11: Final
Sändes på TV4 den 1 juni 2018. Deltagarna dansade tre danser var. Den första var den bästa dansen från säsongen, den andra dansen var en dans som motståndarna tidigare dansat och valt till sin motståndare. Den tredje och sista dansen var en Showdans. Deltagarna nedan står angivna efter startordningen. 
Dans 1: Bästa dansen
1. Jon Henrik Fjällgren och Katja Luján Engelholm - Tango (The Phantom Of The Opera)
2. Daniel Norberg och Maria Zimmerman - Lindyhop (Sing, Sing, Sing)

Dans 2: Motståndarens dans
1. Jon Henrik Fjällgren och Katja Luján Engelholm - Samba (Brave)
2. Daniel Norberg och Maria Zimmerman - Quickstep (Ja må du leva)

Dans 3: Showdans
1. Jon Henrik Fjällgren och Katja Luján Engelholm - Showdans (Valborg / Din tid kommer)
2. Daniel Norberg och Maria Zimmerman - Showdans (Äppelknyckarjazz)

#### Juryns poäng
| Nr | Tävlingspar                                    | Cecilia Lazar | Ann Wilson | Tony Irving | Poängsumma |
| -- | ---------------------------------------------- | ------------- | ---------- | ----------- | ---------- |
| 1  | Jon Henrik Fjällgren och Katja Luján Engelholm | 10+10+10      | 10+8+10    | 9+10+10     | 87         |
| 2  | Daniel Norberg och Maria Zimmerman             | 10+10+10      | 10+10+10   | 10+9+10     | 89         |

Listar nedan det par som erhöll flest antal tittar- och juryröster och därmed vann Let's Dance 2018.
| Vinnare                                        |
| Jon Henrik Fjällgren och Katja Luján Engelholm |